# Edward Lemanowicz
Edward Lemanowicz (ur. 2 maja 1931 w Mogielnicy, zm. 23 września 2022) – polski nauczyciel, dyrektor szkoły, działacz partyjny, związkowy i społeczny.

## Życiorys
Edward Lemanowicz urodził się 2 maja 1931 r. w Mogielnicy, w gminie Drobin jako syn Adama i Walerii z domu Cichocka. W 1948 r. ukończył Szkołę Podstawową w Łęgu Probostwie. W 1951 r. rozpoczął naukę w Zasadniczej Szkole Przemysłowej w Płocku. Kontynuował naukę w Technikum Budowy Obrabiarek w Pruszkowie, którą ukończył w 1953 r. W międzyczasie podjął pracę w szkole jako nauczyciel matematyki, materiałoznastwa i rysunku technicznego w Wyszogrodzie. W 1953 r. podjął edukację w Wyższym Kursie Techniczno-Pedagogicznym w Krakowie, po którym w 1956 r. nabył kwalifikacje do nauczania matematyki, materiałoznastwa i fizyki. W latach 1954–1956 odbywał zasadniczą służby wojskowej w szkole podoficerskiej. 
W 1956 r. po odbyciu służby wojskowej podjął pracę w Zasadniczej Szkole Zawodowej w Przasnyszu, gdzie uczył matematyki i fizyki. W tym samym roku ożenił się z Lucyną Góralską, z którą wychował dwoje dzieci: córka Jolanta i syn Janusz, mają pięcioro wnuków. W 1961 r. objął stanowisko zastępcy dyrektora Stanisława Jelińskiego. W 1962 r. ukończył Studium Nauczycielskie w Ciechanowie o kierunku matematyka. W 1969 r. został mianowany dyrektorem szkoły. W 1972 r. rozpoczął rozbudowę szkoły. W latach 1973–1976 prezes klubu sportowego „Grom”, potem KS „Zwar”. Od 1974 r. studiował na Uniwersytecie Gdańskim na wydziale matematyczno-fizycznym. W 1979 r. w Kaliszu ukończył studia podyplomowe z organizacji i zarządzania oświatą dla wojewódzkiej kadry oświatowej. W międzyczasie nawiązał współpracę z POM, ZWAR, 2 Pułkiem Rozpoznania Radioelektronicznego i Cechem Rzemiosł Różnych w Przasnyszu. 
1 marca 1978 r. powierzono mu funkcję I sekretarza Komitetu Miejskiego PZPR, którą pełnił do 28 lutego 1981 r. Jednocześnie w latach 1978–1988 piastował funkcję Przewodniczącego Miejskiej Rady Narodowej w Przasnyszu. Był także prezesem Zarządu Oddziału Powiatowego PTTK w latach 1982–1990. W 1986 r. wicedyrektor Zespołu Szkół Zawodowych, którym jest do 1990 r. W tym samym roku przeszedł na emeryturę.  W 1997 r. otworzył Niepubliczne Technikum Zawodowe dla Dorosłych, które działało do 2006 r. Był dyrektorem tej placówki, a jednocześnie uczył matematyki. W pracy zawodowej, jak i na emeryturze związany ze Związkiem Nauczycielstwa Polskiego. Był prezesem Zarządu Oddziału w ZSZ, członkiem Zarządu Okręgu oraz członkiem Zarządu Głównego ZNP, a przez 14 lat pełnił funkcję przewodniczącego oddziałowej sekcji Emerytów i Rencistów ZNP w Przasnyszu. Obecnie jest wiceprzewodniczącym sekcji Emerytów i Rencistów ZNP i wiceprezesem Zarządu Oddziału Powiatowego ZNP. Czynnie uczestniczył w pracach społecznego komitetu organizacyjnego zjazdu absolwentów z okazji 50-lecia Technikum Mechanicznego. W czerwcu 2016 r. został laureatem nagrody „Przaśnika”. W listopadzie 2016 r. wraz z żoną Lucyną obchodził 60–lecie pożycia małżeńskiego. Za pracę zawodową i działalność społeczną był wielokrotnie odznaczany i wyróżniany.

## Ordery, odznaczenia i wyróżnienia
- Krzyż Kawalerski Orderu Odrodzenia Polski

- Medal Komisji Edukacji Narodowej
- Odznaka „Zasłużony Działacz Kultury”
- Odznaka „Zasłużony Działacz Kultury Fizycznej”
- Honorowa Odznaka PTTK
- Złota Odznaka ZNP
- Złota Odznaka dla Województwa Warszawskiego
- Srebrna Odznaka „Za Zasługi dla OHP”
- Odznaką za 50-letnią przynależność do ZNP
- Medal Pamiątkowy 100-lecia ZNP
- Złota Odznaka „Za zasługi dla Województwa Ostrołęckiego”
- honorowa złota odznaka Rzemiosła
- laureat nagrody „Przaśnika”